# Heinrich Alois von Reigersberg

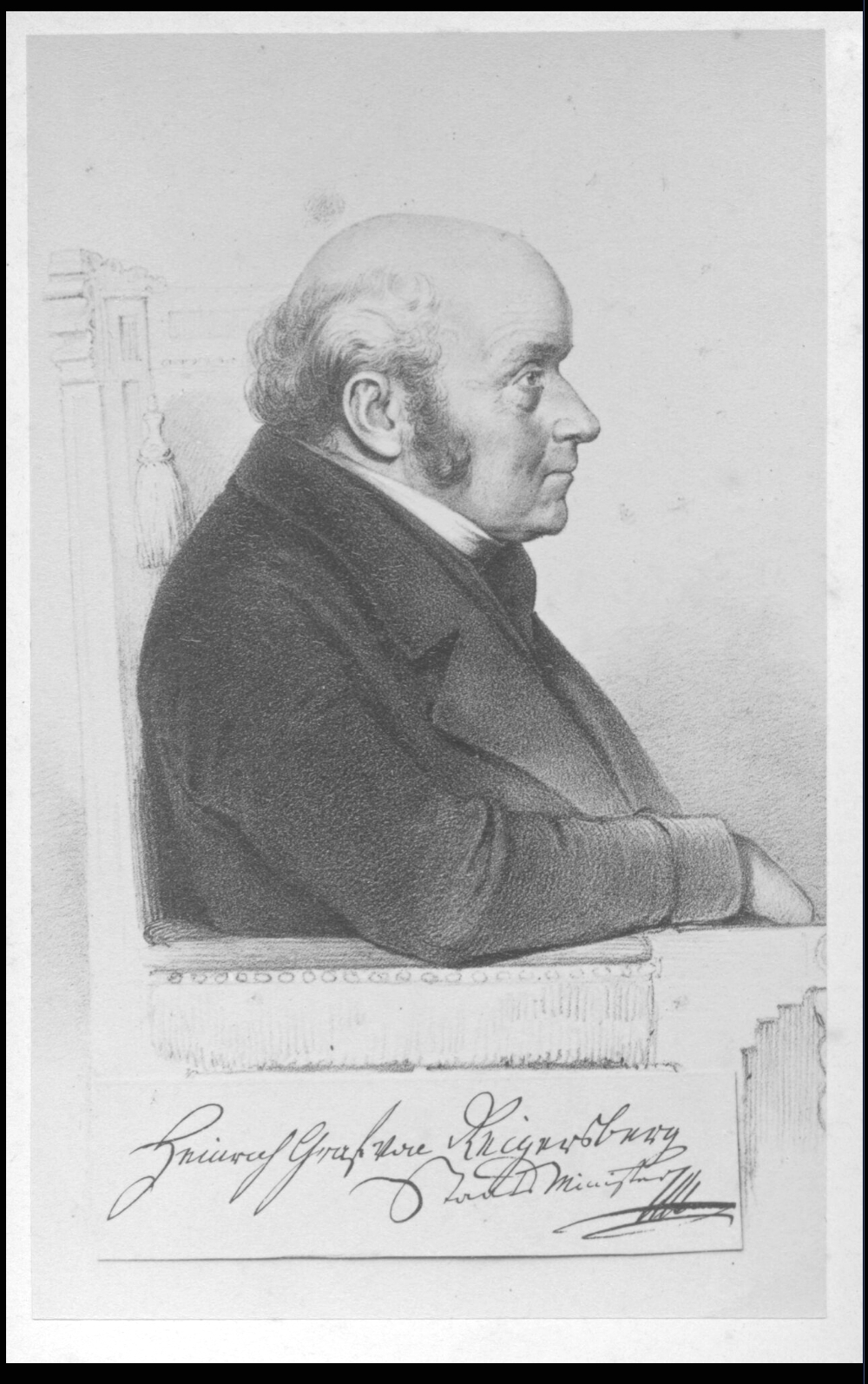
Heinrich von Reigersberg

Franz Christoph Heinrich Alois Graf von Reigersberg (* 30. Januar 1770 in Würzburg; † 4. November 1865 in München) war ein bayerischer Jurist und Politiker.

## Leben und Wirken

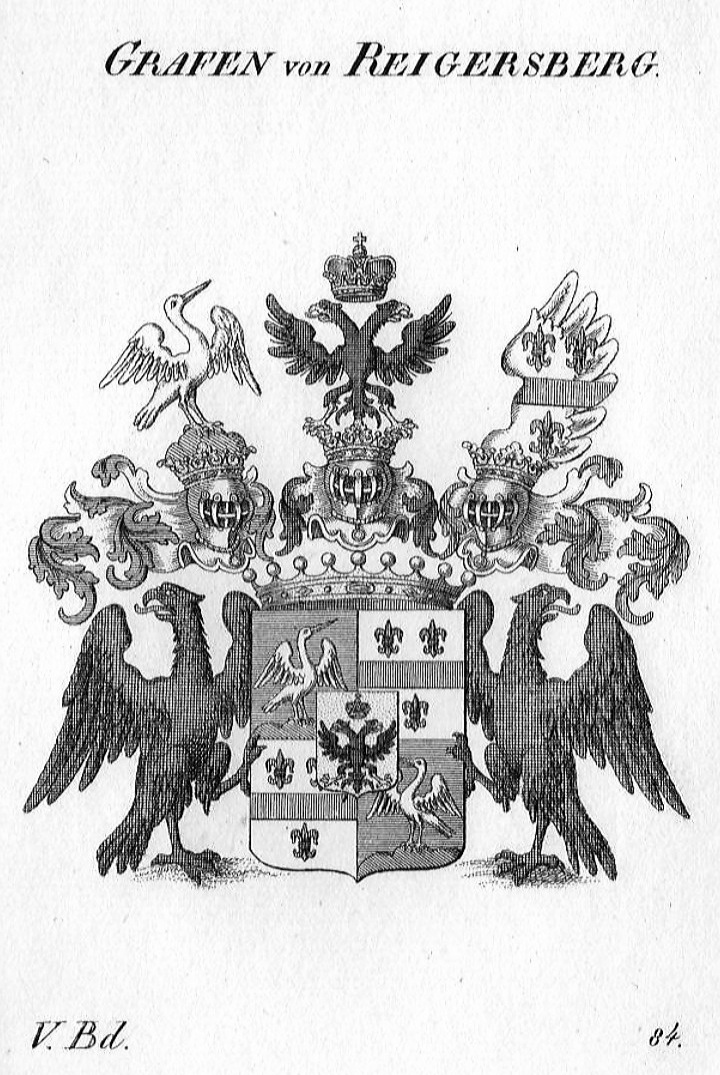
Wappen der Grafen von Reigersberg

Reigersbergs Familie, die auf Nikolaus Georg Reigersberger zurückführt, kurmainzischen Gesandten zum Westfälischen Frieden, wurde 1705 in den Reichsfreiherrenstand erhoben, am 3. September 1803 in den Reichsgrafenstand. 1809 wurde er als Graf in die bayerischen Adelsmatrikel aufgenommen. Sein jüngerer Bruder war Friedrich Carl von Reigersberg. 
Er trat 1785 als Leutnant in die Dienste des Hochstifts Würzburg und besuchte von 1787 bis 1790 die Salzburger Pagenbildungsanstalt Gregorianum. Danach studierte er Rechts- und Staatswissenschaften an der Universität Salzburg, der Universität Bonn und der Universität Göttingen.
1791 wurde er erzbischöflicher Kämmerer und Hofrat beim Salzburger Fürsterzbischof Hieronymus von Colloredo. 1796–1797 war er Reichskammergerichts-Assessor (urteilender Richter) des Bayerischen Kreises in Wetzlar, 1797–1803 katholischer Reichskammergerichts-Präsident, vom 3. Oktober 1803 bis zur Auflösung des Reichskammergerichts am 6. August 1806 Reichskammerrichter. Damit bekleidete er als letzter das höchste Richteramt im Alten Reich. 
1807 kam er als Wirklicher Geheimer Rat und Präsident des Hofgerichts nach München. 1808 wurde er Präsident des Bayerischen Oberappellationsgerichtes und im selben Jahr Ehrenmitglied der Bayerischen Akademie der Wissenschaften. Reigersberg gehörte zu den ersten drei Personen, die 1808 mit dem Großkreuz des neugestifteten Verdienstordens der Bayerischen Krone beliehen wurde.
Von 1810 an war er bayerischer Justizminister und Präsident der Verfassungskommission. Nach dem Sturz des Grafen Maximilian von Montgelas 1817 führte er den Vorsitz im Ministerrat und war damit neben dem Außenminister Aloys Franz Xaver Graf von Rechberg und Rothenlöwen der einflussreichste Politiker unter König Max I. Er enttäuschte jedoch die Erwartungen und musste 1823 zurücktreten. Danach war er Reichsrat der Krone Bayerns.
Verheiratet war er mit Theresia, geb. von Lodron-Laterano. Die gemeinsame Tochter Antonia (1802–1881) heiratete 1823 Eduard von Völderndorff und Waradein. Der Ehe entstammte Reigersbergs Enkel Otto von Völderndorff und Waradein (1825–1899).